# Emanuel Geibel
Emanuel Geibel (Lubecca, 17 ottobre 1815 – 6 aprile 1884) è stato un poeta tedesco.

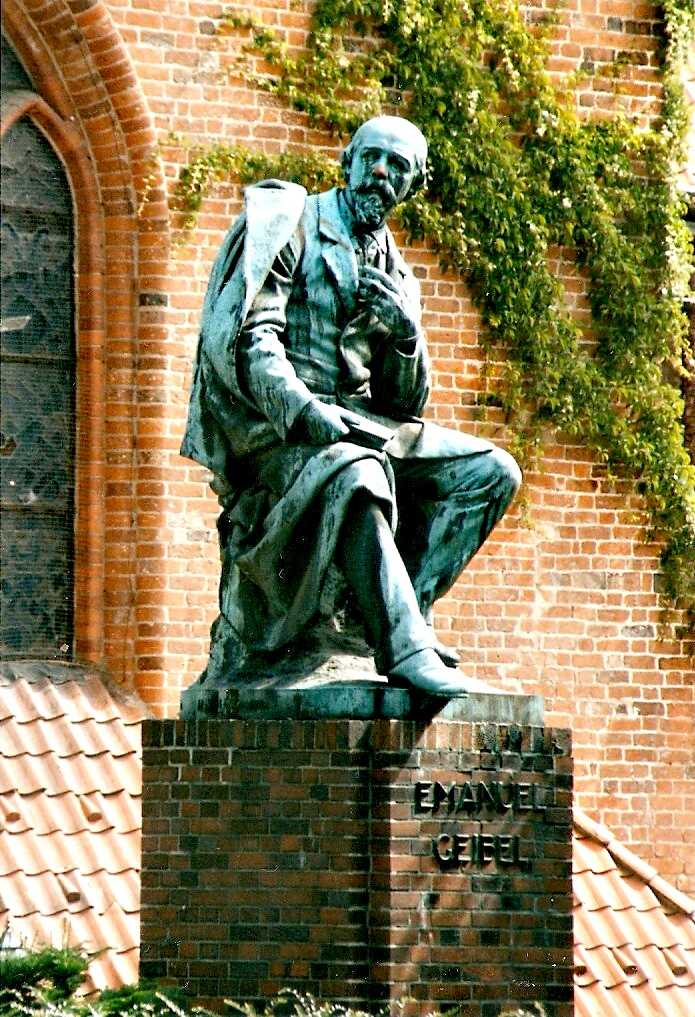
Sculptura in Lubecca

La sua opera, che riscosse grande successo, comprende poesie politiche, che inneggiano all'unificazione della Germania sotto la Prussia (Il grido dell'araldo, Heroldsrufe, 1871) e tragedie (Brunhild, 1857), in cui si rivelò un epigono del tardo romanticismo. Fece inoltre notevoli studi e traduzioni di opere classiche e delle letterature romanze in lingua spagnola, francese, greca e latina. 

## Opere
- Jugendbriefe 1835-1840
- Gedichte (1840)
- Zeitstimmen (1841)
- An Georg Herwegh (1842)
- König Roderich (1844)
- Zwölf Sonette für Schleswig-Holstein (1846)
- Juniuslieder (1848)
- Spanisches Liederbuch (1852)
- Meister Andrea (1855)
- Neue Gedichte (1856)
- Brunhild (1857)
- Fünf Bücher französischer Lyrik (1862)
- Gedichte und Gedenkblätter (1864)
- Sophonisbe (1868)
- Heroldsrufe (1871)
- Spätherbstblätter (1877)
- Morgenwanderung (1878)